# Medchal
Medchal es una ciudad censal situada en el distrito de Medchal Malkajgiri  en el estado de Telangana (India). Su población es de 35611 habitantes (2011). Forma parte del área metropolitana de Hyderabad.

## Demografía
Según el censo de 2011 la población de Medchal era de 35611 habitantes, de los cuales 18017 eran hombres y 17594 eran mujeres. Medchal tiene una tasa media de alfabetización del 80,69%, superior a la media estatal del 67,02%: la alfabetización masculina es del 87,20%, y la alfabetización femenina del 74,05%.